# Turn Up Volume
Turn Up Volume er Safri Duos første indspilning fra 1990. Den er indspillet i Easy Sound Recording Studio af Henrik Lund med Max Leth som producer, mens duoen stadig studerede på konservatoriet.
Udgivet af det tyske "Klavins Music".